# Інститут пожежних інженерів
Інститут пожежних інженерів ( IFE ) — це міжнародна професійна організація для тих, хто працює у сфері пожежної безпеки, і прагне розширити свої знання, професійне визнання. Маючи понад 100-річну історію, IFE відіграє важливу роль у формуванні майбутнього світу, який буде безпечнішим від пожеж. 
IFE, який керується професіоналами Пожежної безпеки, спрямований на популяризацію, заохочення та покращення науки, практики та професіоналізму пожежної інженерії, діючи як маяк встановленого досвіду та направляючи шлях до безпечного майбутнього.

## Членство та професійна реєстрація
IFE налічує понад 10 000 членів по всьому світу, які поділяють відданість справі, підготовці, наставництву та будівництву майбутнього, гарантуючи, що професія пожежника залишається актуальною та цінується, захищаючи людей, майно та навколишнє середовище від пожежі.
Члени IFE представляють весь спектр пожежної галузі та беруть участь у вивченні динаміки пожеж, консультаціях з урядами щодо законодавства та правил пожежної безпеки, структурного протипожежного захисту, страхування від пожежі та розслідування підпалів, моделі поведінки осіб, які стикаються з надзвичайними ситуаціями, виявлення пожежі та сигналізації, пожежної техніки та систем автоматичного пожежогасіння.
В 2023 до організації долучились перші 7 фахівців пожежної безпеки України, в тому числі і полковник Олександр Гарасим'юк.

## Типи членства
IFE має різні типи членства , щоб задовольнити будь-кого, хто цікавиться пожежною безпекою, вивчає або працює в галузі пожежної інженерії, з ступеневим членством, призначеним для визнання професіоналів пожежної галузі на різних етапах їхньої кар’єри:
Приватна особа  – Приватне індивідуальне членство доступне для всіх, хто цікавиться пожежною технікою, але не відповідає вимогам рівня членства.
Студент  – студентське членство доступне за зниженою ціною для студентів, які вивчають Пожежу безпеку. Студентське членство вимагає підтвердження поточного навчання та обмежене максимум п’ятьма роками. Студенти, які навчаються денної форми навчання, матимуть право на безкоштовне членство за умови, що вони нададуть підтвердження про зарахування на поточний навчальний рік.
Технік (TIFireE) – членство в категорії Технік призначене для тих, хто має щонайменше два роки досвіду роботи в пожежній сфері та відповідає академічним та іншим вимогам.
Випускник (GIFireE) – членство в аспірантурі Інституту пожежних інженерів призначене для професіоналів із принаймні трирічним досвідом роботи саме у пожежній інженерії. Цей рівень підходить для тих, хто отримав кваліфікацію «рівень 3» або вище з пожежної техніки або предмета, пов’язаного з пожежами, що відображає дотримання встановлених освітніх і професійних стандартів.
Асоційований (AIFireE) – асоційоване членство призначене для тих людей, які відповідають академічним критеріям для учасника та працюють над отриманням необхідного досвіду, необхідного для відповідності критеріям повного учасника. Це робить ступінь AIFireE ідеальним для тих, хто закінчив спеціальність, пов’язану з пожежами.
Учасник (MIFireE) – членство в категорії підходить для осіб, які мають диплом 4-го рівня або еквівалент і працюють у пожежній сфері принаймні п’ять років. Це робить клас Member ідеальним для тих, хто отримав великий досвід і тепер хоче отримати професійне визнання.
Стипендіат (FIFireE) – Ступінь стипендіата присуджується спеціальною резолюцією Правління тим, хто продемонстрував значну індивідуальну відповідальність і винятковий внесок у професію пожежної інженерії протягом тривалого періоду часу, як правило, не менше 15 років. Стипендіати IFE також отримують вигоду від шановного професійного визнання в глобальному пожежному секторі завдяки використанню FIFireE.
Technical Report Route – Метою Technical Report Route є надання шляху до членства для ступенів Graduate (GIFireE) і Member (MIFireE). Цей маршрут доступний для тих осіб, які не мають академічної кваліфікації, необхідної для членства в IFE, але які можуть продемонструвати, що в подальшому житті вони досягли стандарту професійної компетентності, порівнянного з їхніми ровесниками, які досягли їхнього рівня членства через академічний маршрут.
Афілійована організація – членство в афілійованій організації доступне для будь-якої компанії, яка може мати інтерес до пожежної техніки та хотіла б бути афілійованою з IFE.

## Реєстри пожежного ризику
IFE керує Реєстром оцінювачів ризику від пожежі та аудиторів  і була першою британською організацією, яка створила реєстр такого роду. Усі успішні заявники повинні продемонструвати професійній комісії, що вони мають відповідну освіту, підготовку та досвід у сфері принципів пожежної безпеки та оцінки пожежного ризику, і це передбачає подання прикладів їхньої роботи для оцінювання.
У 2022 році IFE запроваджує обов’язкову вимогу для осіб у реєстрі бути подвійною реєстрацією в Інженерній раді через IFE.  Ця зміна стала результатом рекомендацій, зроблених у звіті «Налаштування планки».
IFE також є членом Компетентної ради з оцінки ризику пожежі, яка опублікувала національні критерії компетентності, з якими повинні бути знайомі всі заявники на програми.

## зовнішні посилання
- Інститут пожежних інженерів
- Реєстр оцінювачів та аудиторів пожежної небезпеки .
- Список філій по всьому світу